# Lee Yoo-Hyung
Đây là một tên người Triều Tiên, họ là Lee.
Lee Yoo-Hyung (21 tháng 1 năm 1911 - 29 tháng 1 năm 2003) là một cầu thủ và huấn luyện viên bóng đá người Hàn Quốc.

## Đội tuyển bóng đá quốc gia Nhật Bản
Lee Yoo-Hyung thi đấu cho ĐTQG Nhật Bản từ năm 1940, ông chuyển sang cho đội tuyển bóng đá quốc gia Đại Hàn Dân Quốc năm 1948.

## Thống kê sự nghiệp
| Đội tuyển bóng đá Nhật Bản | Đội tuyển bóng đá Nhật Bản | Đội tuyển bóng đá Nhật Bản |
| Năm                        | Trận                       | Bàn                        |
| -------------------------- | -------------------------- | -------------------------- |
| 1940                       | 1                          | 0                          |
| Tổng cộng                  | 1                          | 0                          |